# Río Seco, Santa María Chilchotla
Río Seco är en ort i Mexiko.   Den ligger i kommunen Santa María Chilchotla och delstaten Oaxaca, i den sydöstra delen av landet, 280 km sydost om huvudstaden Mexico City. Río Seco ligger 1 052 meter över havet och antalet invånare är 368.
Terrängen runt Río Seco är kuperad åt sydost, men åt nordväst är den bergig. Runt Río Seco är det ganska tätbefolkat, med 120 invånare per kvadratkilometer. Närmaste större samhälle är Huautla de Jiménez, 14,5 km sydväst om Río Seco. I omgivningarna runt Río Seco växer i huvudsak städsegrön lövskog.